# Rukav
Rukav (en rus: Рукав) és un poble de l'óblast de Vladímir, a Rússia, segons el cens del 2010 tenia 129 habitants. Pertany al districte municipal de Sóbinka.